# Llac Manitoba
El llac Manitoba és el tretzè llac més gran del Canadà i el 33è. més gran del món d'aigua dolça amb els seus 4.624 km². Es troba al centre del Canadà, a la província de Manitoba, a la qual dona nom. Es troba uns 75 km al nord-oest de la capital de la província, Winnipeg.

## Història
El llac, les ribes del qual foren poblades pels indis assiniboine i cree, va ser donat a conèixer pels europeus per Pierre Gaultier de Varennes a mitjans de la dècada de 1730. Junt amb els seus fills va viatjar des de Fort La Reine a través d'aquest llac per explorar el riu Saskatchewan i els seus voltants. Es van establir petits assentaments al costat del riu Saskatchewan i el llac Cedar. També va formar part de la ruta del comerç de pells vers la badia de Hudson.
El nom deriva del mot cree manitou-wapow; o del mot manidoobaa de l'idioma ojibwa, que signifiquen "estret de Manitou, el Gran Esperit", un topònim que fa referència al que en l'actualitat s'anomena The Narrows al centre del llac. El llac era conegut pels exploradors francesos com el Lac des Prairies.

## Geografia
El llac té una forma irregular, amb uns 200 quilòmetres de llarg per uns 45 d'ample, sent el més petit d'un grup de tres grans llacs que hi ha propers. Els altres dos són el llac Winnipeg (el més gran amb 24.514 km²) i el llac Winnipegosis (5.370 km²), que es troben on en temps prehistòric hi havia el llac glacial Agassiz. El llac es subdivideix en dos sectors clarament diferenciats: un petit de petit al nord, amb una forma irregular, i un altre sector al sud, molt més gran.
El llac és alimentat principalment pel llac Winnipegosis, que es troba al seu nord-oest, a través del riu Waterhen i en menor mesura pel riu Whitemud. Desguassa cap al llac Winnipeg a través del riu Fairford, el llac St. Martin i el Riu Dauphin. Posteriorment les seves aigües es dirigeixen al riu Nelson i la Badia de Hudson.
Hi ha diferents comunitats al voltant del llac: Fairford, Steep Rock, St. Laurent i Sandy Bay.

## Pesca
El llac és un dels principals indrets de Manitoba per a la indústria pesquera.